# Đại học Atacama

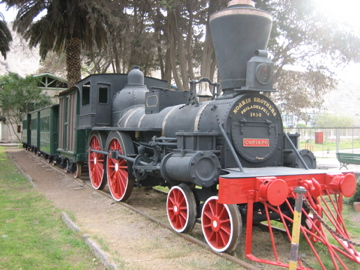
La Copaipó trong khuôn viên Đại học Atacama

Đại học Atacama (tiếng Tây Ban Nha: Universidad de Atacama hay "UDA") là một trường đại học ở Chile. Đây là một phần của Các trường đại học truyền thống Chile. Trường tọa lạc tại Copiapó, ở Vùng thứ 3, Atacama.
Trường đại học này được thành lập năm 1981, theo kết quả của cuộc sáp nhập giữa Trường khai thác mỏ Copiapó, thành lập năm 1857, và Trường Sư phạm Copiapó, thành lập năm 1905. UDA có 4 khoa: Nhân văn và Giáo dục, Luật, Kỹ thuật và Khoa học tự nhiên. Trường cũng có 5 viện: Viện Công nghệ, Viện Ngôn ngữ, Trung tâm Giáo dục Kỹ thuật, Viện Nghiên cứu Khoa học và Công nghệ (IDITEC), và INSAMIN. Trường có trưng bày đầu máy xe lửa hơi nước đầu tiên chạy xuyên Chile giữa Copiapó và thành phố cảng Caldera, năm 1851.